# Lidia Morawska
Lidia Morawska,  née en 1952 à Tarnów en Pologne est une physicienne polono-australienne. Elle est professeure à l'école des sciences de la Terre et de l'atmosphère, à l'université de technologie du Queensland et y est directrice du Laboratoire international pour la qualité de l'air et la santé. En 2020, elle fait partie des scientifiques qui démontrent que le Covid-19 est une maladie aéroportée. En 2021, elle figure sur la liste du magazine Time des 100 personnes les plus influentes au monde.

## Biographie
Elle est née en 1952 à Tarnów en Pologne. Son père, Henryk Jaskuła, est un navigateur et capitaine de voile. À l'âge de deux ans, elle déménage avec sa famille à Przemyśl où elle grandit. Elle étudie la physique et obtient son doctorat en 1982 à l'université Jagellonne de Cracovie pour ses recherches sur le radon et ses descendants.
De 1982 à 1987, elle est chargée de recherche à l'Institut de physique et des techniques nucléaires de l'école des mines et de la métallurgie de Cracovie.
Entre 1987 et 1991, elle effectue ses recherches postdoctorales au Canada à l'Université McMaster et à l'Agence internationale de l'énergie atomique, puis à l'Université de Toronto. En 1991, elle rejoint l'université de technologie du Queensland (QUT)
En 1991, elle créé le laboratoire des aérosols environnementaux à l'Université de technologie du Queensland, rebaptisé Laboratoire international de la qualité de l'air et de la santé en 2002. Elle décroche ensuite un poste de professeure associée au sein de cette même université en 2003.
Elle est une collaboratrice et conseillère de longue date de l'Organisation mondiale de la santé, contribuant à toutes les directives de l'OMS relatives à la qualité de l'air au cours des deux dernières décennies. Elle copréside le groupe responsable des directives de l'OMS sur la qualité de l'air, sur lesquelles les nations fondent leurs normes de qualité de l'air.
En 2020, elle est rédactrice en chef adjointe de la revue Science of the Total Environment.

## Recherche
Ses intérêts de recherche et ses contributions scientifiques se situent dans les domaines de la qualité de l'air intérieur et extérieur. Elle travaille notamment sur les particules fines et ultrafines. Pendant la pandémie de COVID-19, elle a été amenée à travailler sur le SARS-CoV-2.

### Recherche COVID-19
En 2020, elle réunit et dirige un groupe multidisciplinaire de 239 scientifiques guidant les autorités de santé publique du monde entier pour reconnaître l'importance de la transmission aérienne des particules chargées du virus SARS-CoV-2 et le risque qu'elle pose pour la santé humaine. Sur la base de ces travaux, l'OMS et d'autres autorités nationales telles que le Center for Disease Control des États-Unis ont par la suite mis à jour leurs conseils concernant la transmission par voie aérienne. Ces organisations ont mis du temps à parler du côté aéroporté de la maladie ce qui a conduit à une polémique scientifique. En 2020, elle est devenue membre du groupe de travail sur la sécurité au travail, à l'école et en voyage de la commission COVID du magazine The Lancet. Ce groupe vise à examiner les facteurs de risque liés aux bâtiments qui sont une composante essentielle, mais manquante, des enquêtes sur les épidémies de SRAS-CoV-2.

### Recherche sur les particules ultrafines
Elle fait partie du groupe de scientifiques qui publie « Ultrafine Particles from Traffic Emissions and Children's Health » à Brisbane. Cette étude démontre que l'exposition aux particules ultrafines en suspension dans l'air émises en grandes quantités par les véhicules était indépendamment, positivement associée à l'inflammation systémique et respiratoire et a donc des effets délétères importants sur la santé. En 2015, ces preuves ont convaincu l'Organisation mondiale de la santé et certains pays de revoir les normes nationales pour protéger les enfants en contrôlant leur exposition aux particules ultrafines.
Depuis 2012, elle a également contribué à des programmes scientifiques internationaux, tels que les études Global Burden of Disease qui évaluent quantitativement l'impact de l'exposition à la pollution de l'air en tant que risque de maladie.

## Honneurs et récompenses
- 2023 : Lauréate du Prix L'Oréal-UNESCO pour les femmes et la science[12]
- 2022 : Lauréate d'une bourse du Conseil australien de la recherche[13]
- 2021 : Liste du magazine Time des 100 personnalités les plus influentes dans la catégorie Innovateurs[14]
- 2021 : Prix spécial ISIAQ 2020 pour un leadership académique extraordinaire, Société internationale de la qualité de l'air intérieur et du climat[15],[16]
- 2020 : Prix des vice-chanceliers de QUT pour l'excellence en leadership, programme de reconnaissance de QUT[17]
- 2020 : Membre de l'Académie des sciences australienne[18],[19]
- 2018 : Prix Eureka pour la recherche sur les maladies infectieuses par l'Australian Museum of Eureka Prizes[20]
- 2017 : Prix David Sinclair de l'Association américaine pour la recherche sur les aérosols[21]
- 2017: Prix de performance du vice-chancelier de l'Université de technologie du Queensland[22]
- 2011 : Médaille de l'air pur par la Clean Air Society d'Australie et de Nouvelle-Zélande[23]

## Publications
Elle est créditée de plus de 950 publications académiques, y compris des articles scientifiques, des chapitres de livres et des documents de conférence. Parmi les publications les plus citées figurent :
- (en) Christopher J L Murray, « Disability-adjusted life years (DALYs) for 291 diseases and injuries in 21 regions, 1990-2010: a systematic analysis for the Global Burden of Disease Study 2010 », The Lancet, Elsevier, vol. 380, no 9859,‎ 15 décembre 2012, p. 2197-223 (ISSN 0140-6736 et 1474-547X, OCLC 01755507, PMID 23245608, DOI 10.1016/S0140-6736(12)61689-4).

### Publications sélectionnées sur le Covid-19
- Lidia Morawska, et al., "A paradigm shift to combat indoor respiratory infection". Science, 372(6543):  689-691, 2021[25].
- Lidia Morawska and Donald Milton, "It is Time to Address Airborne Transmission of COVID-19". Clinical Infectious Diseases, 71(9): 2311-2313, 2020[26].
- Lidia Morawska, et al., Morawska et al., "How can airborne transmission of COVID-19 indoors be minimised?" Environ. Int., 142:105832, 2020[27].
- (en) Lidia Morawska et Junji Cao, « Airborne transmission of SARS-CoV-2: The world should face the reality », Environment International, Elsevier, vol. 139,‎ 10 avril 2020, p. 105730 (ISSN 0160-4120 et 1873-6750, OCLC 04079573, PMID 32294574, PMCID 7151430, DOI 10.1016/J.ENVINT.2020.105730).
- (en) Lian Zhou, Maosheng Yao, Xiang Zhang, Bicheng Hu, Xinyue Li, Haoxuan Chen, Lu Zhang, Yun Liu, Meng Du, Bochao Sun, Yunyu Jiang, Kai Zhou, Jie Hong, Na Yu, Zhen Ding, Yan Xu, Min Hu, Lidia Morawska, Sergey A Grinshpun, Pratim Biswas, Richard C Flagan, Baoli Zhu, Wenqing Liu et Yuanhang Zhang, « Breath-, air- and surface-borne SARS-CoV-2 in hospitals », Journal of Aerosol Science, Elsevier,‎ 15 octobre 2020, p. 105693 (ISSN 0021-8502 et 1879-1964, OCLC 01800058, PMID 33078030, PMCID 7557302, DOI 10.1016/J.JAEROSCI.2020.105693).
- (en) Shelly Miller, William W. Nazaroff, Jose L. Jimenez, Atze Boerstra, Giorgio Buonanno, Stephanie J Dancer, Jarek Kurnitski, Linsey Marr, Lidia Morawska et Catherine Noakes, « Transmission of SARS-CoV-2 by inhalation of respiratory aerosol in the Skagit Valley Chorale superspreading event », Indoor Air, Wiley-Blackwell, vol. 31, no 2,‎ 26 septembre 2020, p. 314-323 (ISSN 0905-6947 et 1600-0668, PMID 32979298, PMCID 7537089, DOI 10.1111/INA.12751).